# Sankt Marein im Mürztal
Sankt Marein im Mürztal osztrák mezőváros Stájerország Bruck-mürzzuschlagi járásában. 2017 januárjában 2707 lakosa volt.

## Elhelyezkedése

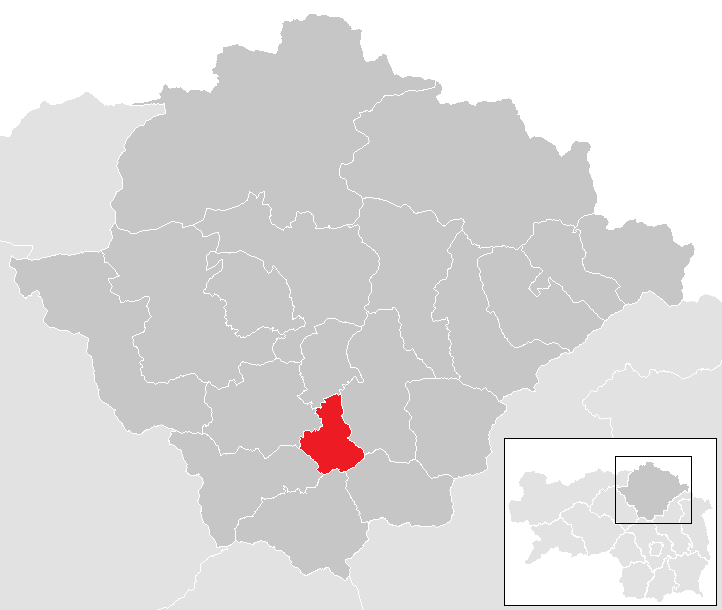
Sankt Marein im Mürztal a Bruck-mürzzuschlagi járásban

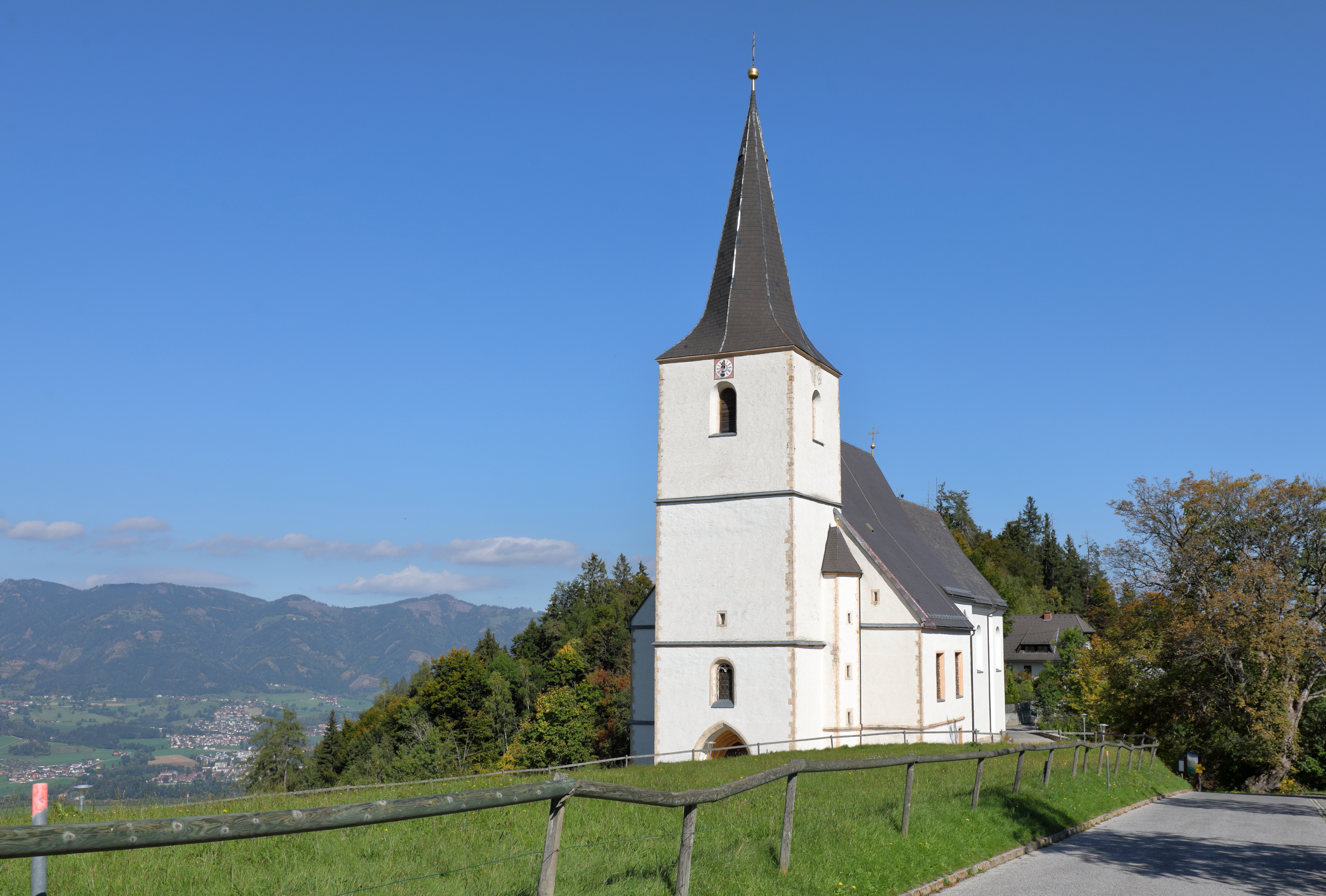
A Rehkogeli Mária-kegytemplom

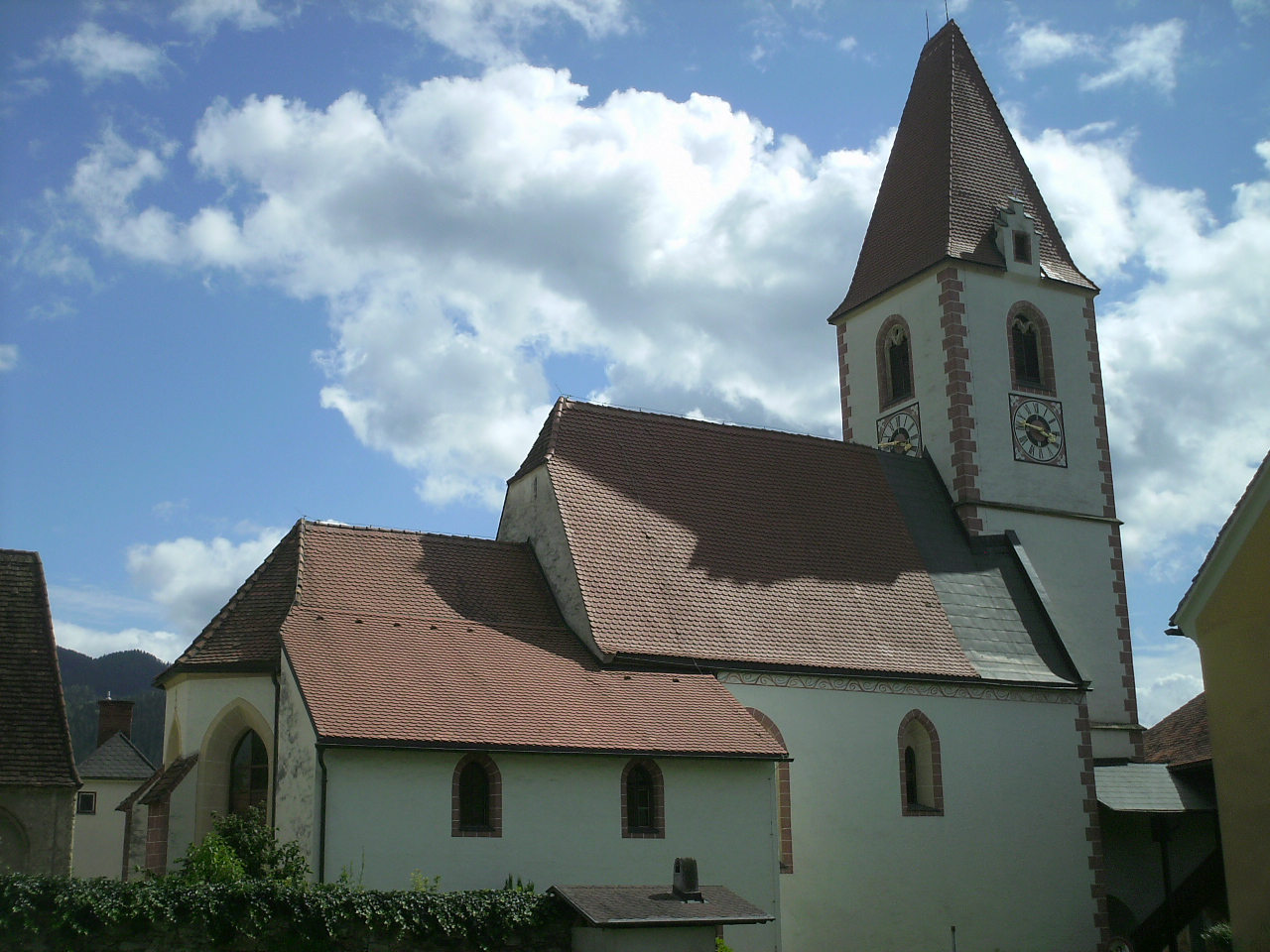
A Szt. Anna-plébániatemplom

Sankt Marein im Mürztal Felső-Stájerország keleti részén fekszik, a Mürz (a Mura mellékfolyója) jobb partján. Az önkormányzat 6 települést egyesít: Frauenberg (71 lakos), Graschnitz (282), Graschnitzgraben (82), Sankt Marein im Mürztal (1426), Schaldorf (840) és Sonnleiten-Wieden (6).
A környező önkormányzatok: északra Sankt Lorenzen im Mürztal, keletre Kindberg, délkeletre Breitenau am Hochlantsch, délre Pernegg an der Mur, délnyugatra Bruck an der Mur, északnyugatra Kapfenberg.

## Története
Sankt Marein a kora középkorban az Eppensteinek birtoka volt, templomát - amelyet 1040-ben említenek először, így egyike a legrégebbieknek a Mürz mentén - is ők alapították. A szintén a családhoz tartozó III. Henrik karintiai herceg, miután megalapította Skt. Lambrecht apátságát, Skt. Mareint a kolostornak adományozta.
1529-ben és 1532-ben a törökök kifosztották a falut. A 17. században a pestis négyszer (1629, 1631, 1647, 1664) is pusztított a településen. 1783-ban katonai raktár létesült.
1883-ig a község a Schaldorf nevét viselte; akkor vette fel Sankt Marein nevét, amikor a községi önkormányzathoz kapcsolták a szomszédos kisebb falvakat (Graschnitz, Pfaffendorf stb.). A mezővárosi rangot 1968-ban kapta meg.
A 2015-ös stájerországi közigazgatási reform során az addig önálló Frauenberg községet Sankt Marein-hez csatolták. 

## Lakosság
A Sankt Marein im Mürztal-i önkormányzat területén 2017 januárjában 2707 fő élt. A lakosságszám 1971-ig gyarapodó tendenciát mutatott, majd visszaesett, míg 1991-től ismét növekedni kezdett. 2015-ben a helybeliek 91,9%-a volt osztrák állampolgár; a külföldiek közül 1% a régi (2004 előtti), 5,4% az új EU-tagállamokból érkezett. 2001-ben a lakosok 80,1%-a római katolikusnak, 3% evangélikusnak, 13,9% pedig felekezet nélkülinek vallotta magát. Ugyanekkor 17 magyar (0,7%) élt a mezővárosban. A legnagyobb nemzetiségi csoportot (a német mellett) a horvátok alkották 1,7%-kal.

## Látnivalók
- a Szt. Anna-plébániatemplom
- Frauenberg Rehkogeli Mária-kegytemploma
- a graschnitzi kastély a 16. században épült, mai külsejét a 19. században nyerte el
- az 1490-ben épült Sebestyén-kápolna

## Híres Sankt Marein-iek
- Dietrich Mateschitz (1944. május 20. –) üzletember, a Red Bull alapítója

## Fordítás
- Ez a szócikk részben vagy egészben  a   Sankt Marein im Mürztal című német Wikipédia-szócikk ezen változatának fordításán alapul.  Az eredeti cikk szerkesztőit annak laptörténete sorolja fel. Ez a jelzés csupán a megfogalmazás eredetét és a szerzői jogokat jelzi, nem szolgál a cikkben szereplő információk forrásmegjelöléseként.